# Nesslau
Nesslau é uma comuna da Suíça, situada no distrito de See-Gaster, no cantão de São Galo. Tem 98,87 km² de área e sua população em 2018 foi estimada em 3.575 habitantes.
Foi criada em 1 de janeiro de 2013, a partir da fusão das antigas comunas de Nesslau-Krummenau e Stein.